# Paul Bettany

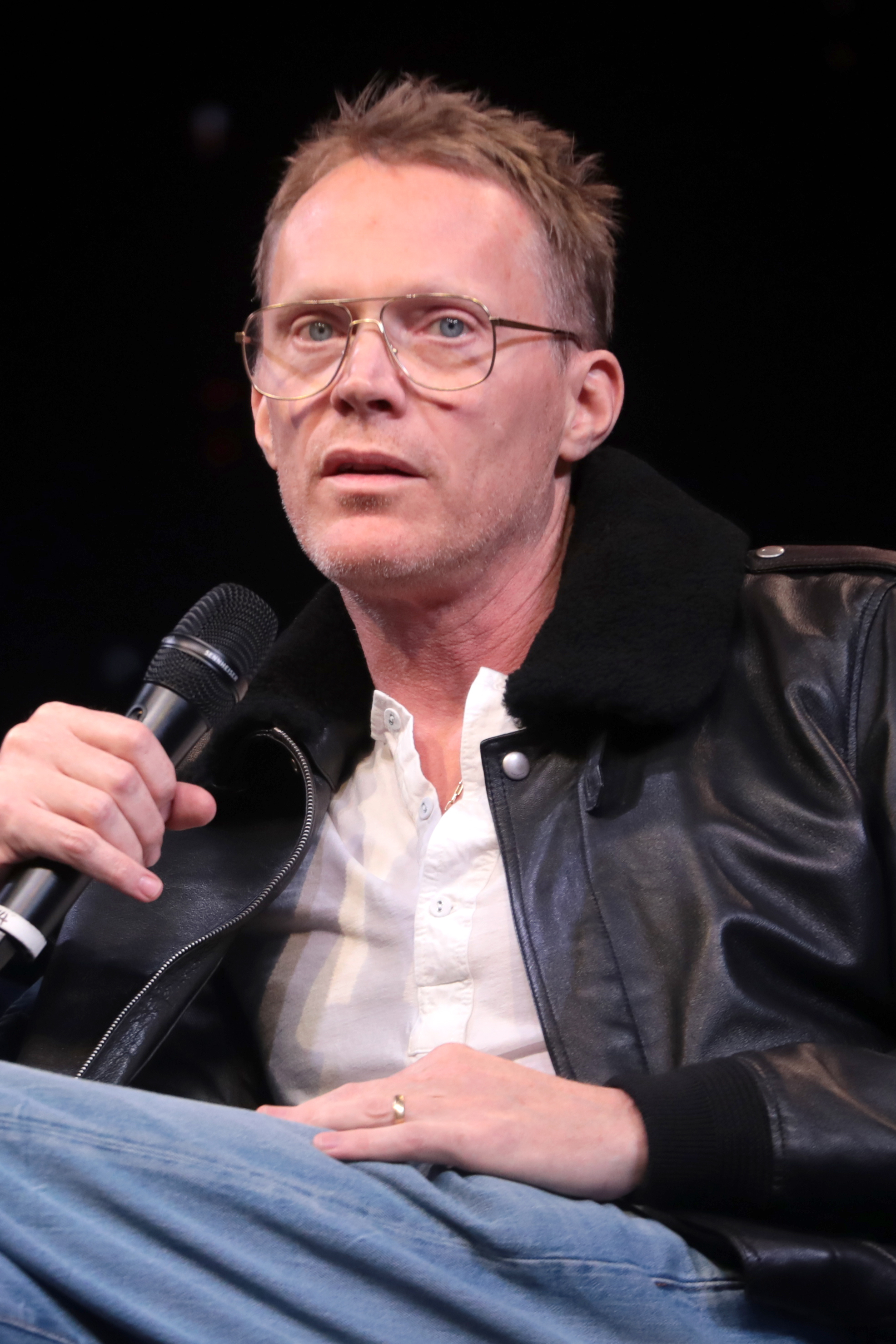
Paul Bettany auf der Phoenix Fan Fusion (2023)

Paul Thane Bettany (* 27. Mai 1971 in London) ist ein britisch-US-amerikanischer Schauspieler.

## Leben und Karriere
Bettany wurde als Sohn des Theaterlehrers und Schauspielers Thane Bettany und der Schulsekretärin Anne Kettler geboren. Er hat eine ältere Schwester, Sarah, und einen jüngeren Bruder, Matthew, der mit acht Jahren bei einem unglücklichen Sturz ums Leben kam. In seiner Jugend lebte Bettany mit seiner Familie in einer Dienstwohnung auf dem Schulgelände der Queenswood School, einer privaten Mädchenschule in Hatfield, an der sein Vater unterrichtete. Er verließ die Schule ohne Abschluss, riss von Zuhause aus und verdiente sich seinen Lebensunterhalt zunächst als Straßenmusiker in London.
Mit 19 Jahren begann er sein Studium am Drama Centre London in Chalk Farm und begann anschließend als Theaterschauspieler zu arbeiten. Er gab sein Bühnendebüt in Stephen Daldrys vielgelobtem West-End-Revival von An Inspektor Calls am Aldwych Theatre, wo er den Eric Birling spielte. Ebenso spielte er in Inszenierungen von Richard III., Romeo und Julia und Julius Caesar (für die er eine Charles Award Nominierung erhielt) der Royal Shakespeare Company.
Nach einem kurzen Auftritt im Finale der Sean-Bean-Serie Die Scharfschützen als „HRH The Prince of Orange“ bei der Schlacht von Waterloo gab er sein Filmdebüt mit einem kleinen Part in Bent, einem Holocaust-Drama, in dem auch Clive Owen, Jude Law und Ian McKellen mitspielten. Er arbeitete weiterhin auf der Bühne und beim Fernsehen und etablierte sich als Schauspieler mit großer Rollenvielfalt, etwa in Joe Penhalls Love and Understanding, welches im Londoner Flatbush Theatre gespielt wurde und dann in Connecticut lief. Rollen in den Fernsehproduktionen Killer Net und Heimkehr folgten bald. Er gab seine letzte Theatervorstellung in One More Wasted Year und Stranger’s House beim Royal Court Theatre.
Für seine erste Hauptrolle in Gangster No. 1 wurde er bei den British Independent Film Awards als bester Schauspieler nominiert und der London Critics’ Circle nominierte ihn als Britischen Newcomer des Jahres.
Bettany lernte den Regisseur Brian Helgeland kennen und war in Ritter aus Leidenschaft in seiner ersten Hollywood-Produktion zu sehen. Für seine Rolle in Ritter aus Leidenschaft gewann er den London Critics’ Circle Film Award als Bester Britischer Nebendarsteller. Nachdem der Film veröffentlicht worden war, empfahl Helgeland Bettany anderen Regisseuren, so etwa Ron Howard, der Bettany prompt in A Beautiful Mind besetzte. An diesem Set schloss er mit Russell Crowe Freundschaft und traf seine künftige Frau, Jennifer Connelly.
Nach A Beautiful Mind wurde Bettany die Rolle des brutalen Serienkillers „Die Zahnfee“ in Roter Drache an der Seite von Edward Norton und Anthony Hopkins angeboten. Er lehnte diese Rolle ab, um mit Stellan Skarsgård und Nicole Kidman in Dogville, einem Film des Regisseurs Lars von Trier, zu spielen. Ein weiterer gemeinsamer Film mit Russell Crowe war Peter Weirs Master & Commander – Bis ans Ende der Welt. Bettanys stille Darstellung des Chirurgen und Naturforschers Stephen Maturin brachte ihm unter anderem eine BAFTA-Nominierung, den Preis als Britischer Schauspieler des Jahres (London Critics Circle) und bester Schauspieler (Evening Standard) ein. Am 28. Juni 2004 wurde er eingeladen, der Academy of Motion Picture Arts and Sciences beizutreten.
Dogville und The Reckoning wurden 2004 nur in einer begrenzten Anzahl von Kinos gezeigt. Im September desselben Jahres gab Bettany sein Debüt als Hauptdarsteller in Wimbledon bekannt, einer Liebeskomödie mit Kirsten Dunst. Im Frühling 2005 ging er nach Vancouver, um Firewall zu drehen, einen Thriller mit Harrison Ford und Virginia Madsen unter der Regie von Richard Loncraine, mit dem er bereits bei Wimbledon zusammengearbeitet hatte.
Im Herbst 2005 stand Bettany in The Da Vinci Code – Sakrileg vor der Kamera, welcher auf Dan Browns Bestseller basiert und in dem Tom Hanks und Audrey Tautou die Hauptrollen spielen. Im Film spielt er den Mönch Silas von Opus Dei.

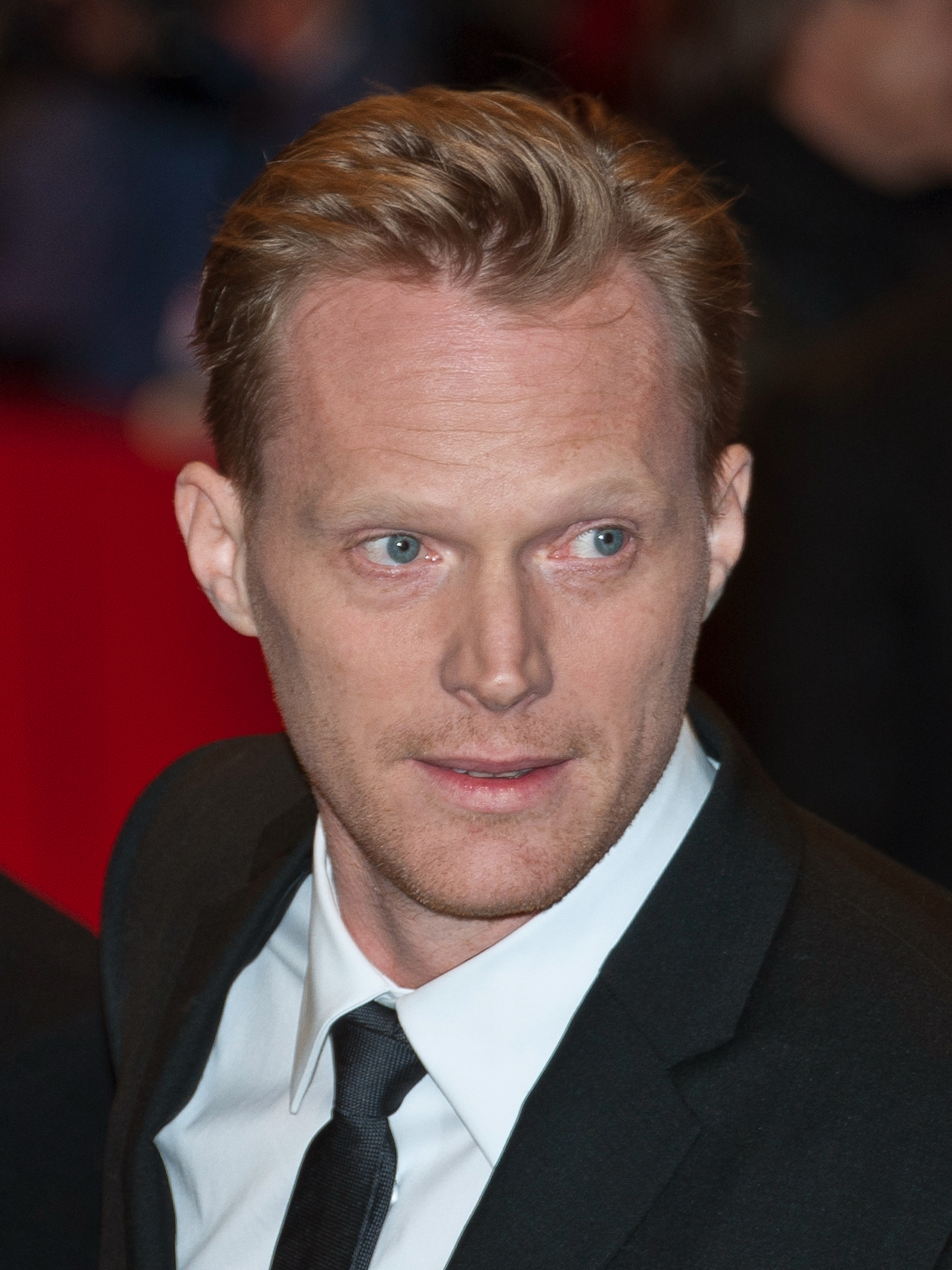
Paul Bettany präsentiert seinen Film Margin Call auf der Berlinale 2011

In Tintenherz (2008), der Verfilmung von Cornelia Funkes gleichnamigem Roman, ist Bettany als Feuerspucker „Staubfinger“ zu sehen. Als dessen Ehefrau hatte auch Bettanys tatsächliche Ehefrau Jennifer Connelly einen Cameo-Auftritt. 2009 spielte Bettany in Young Victoria, South Solitary sowie in der Rolle des Charles Darwin im Film Creation, der im September 2009 auf dem Internationalen Filmfestival in Toronto uraufgeführt wurde.
2010 spielte Bettany in The Tourist an der Seite von Angelina Jolie und Johnny Depp den Agenten Acheson. In Margin Call war er 2011 an der Seite von Kevin Spacey und Jeremy Irons in der Rolle des Bankers Will Emerson zu sehen. 2014 spielte er in Transcendence erneut an der Seite von Johnny Depp den Forscher Max Waters. 2015 war Bettany in Avengers: Age of Ultron in der Rolle des Androiden Vision zu sehen. 2016 spielte er Vision auch in The First Avenger: Civil War und 2018 in Avengers: Infinity War. 2021 ist er in dieser Rolle in der Serie WandaVision zu sehen. 2017 übernahm Bettany in der Netflix-Miniserie Manhunt: Unabomber die titelgebende Rolle des US-amerikanischen Mathematikers und Bombers Theodore Kaczynski.

### Privatleben
Am Neujahrstag 2003 heiratete Paul Bettany die Schauspielerin Jennifer Connelly. Am 5. August 2003 wurde ihr Sohn geboren und sie zogen nach Brooklyn. Am 31. Mai 2011 kam ihre Tochter zur Welt.
2016 nahm Bettany zusätzlich die US-amerikanische Staatsbürgerschaft an – nach eigenen Aussagen auch, um mitzuhelfen, Donald Trump, welcher kurz zuvor als US-Präsident vereidigt worden war, zukünftig wieder abzuwählen.

## Synchronsprecher
Paul Bettany ist bislang von mehreren Synchronschauspielern synchronisiert worden, überwiegend jedoch von Nicolas Böll (A Beautiful Mind – Genie und Wahnsinn, Wimbledon, Firewall, Tintenherz, Die Bienenhüterin, Der große Crash). Weitere Besetzungen waren Philipp Moog (Ritter aus Leidenschaft), Viktor Neumann (Master & Commander – Bis ans Ende der Welt), Axel Malzacher (The Da Vinci Code – Sakrileg) oder Tommy Morgenstern (Mortdecai – Der Teilzeitgauner). In Filmen der Marvel Studios wird er von Frank Schaff gesprochen.

## Filmografie
- 1994: Wycliffe (Fernsehserie, Episode 1x06 The Pea-Green Boat)
- 1996: The Bill (Fernsehserie, Episode 12x156 The Right Thing)
- 1997: Die Scharfschützen: Waterloo (Sharpe’s Waterloo, Fernsehfilm)
- 1997: Bent
- 1998: Killer Net
- 1998: Brombeerzeit (The Land Girls)
- 1998: Heimkehr (Coming Home, Fernsehfilm)
- 1998: Killer Net (Fernsehfilm)
- 1999: Every Woman Knows a Secret (Fernsehserie)
- 1999: After the Rain
- 2000: The Suicide Club
- 2000: Gangster No. 1
- 2000: Dead Babies
- 2000: David Copperfield (Fernsehfilm)
- 2001: Ritter aus Leidenschaft (A Knight’s Tale)
- 2001: Kiss Kiss (Bang Bang)
- 2001: A Beautiful Mind – Genie und Wahnsinn (A Beautiful Mind)
- 2002: The Heart of Me
- 2003: Dogville
- 2003: The Reckoning
- 2003: Master & Commander – Bis ans Ende der Welt (Master and Commander: The Far Side of the World)
- 2004: Stories of Lost Souls
- 2004: Wimbledon – Spiel, Satz und … Liebe (Wimbledon)
- 2006: Firewall
- 2006: The Da Vinci Code – Sakrileg (The Da Vinci Code)
- 2008: Broken Lines
- 2008: Iron Man (Stimme)
- 2008: Tintenherz (Inkheart)
- 2009: Victoria, die junge Königin (The Young Victoria)
- 2009: Die Bienenhüterin (The Secret Life of Bees)
- 2009: Creation
- 2010: Legion
- 2010: The Tourist
- 2010: Iron Man 2 (Stimme)
- 2011: Priest
- 2011: Der große Crash – Margin Call (Margin Call)
- 2012: Marvel’s The Avengers (The Avengers, Stimme)
- 2012: Blood – You Can’t Bury The Truth (Blood)
- 2013: Iron Man 3 (Stimme)
- 2014: Transcendence
- 2015: Mortdecai – Der Teilzeitgauner (Mortdecai)
- 2015: Avengers: Age of Ultron
- 2015: Legend
- 2016: The First Avenger: Civil War (Captain America: Civil War)
- 2017: Manhunt (Fernsehserie, 8 Episoden)
- 2017: Journey’s End
- 2018: Avengers: Infinity War
- 2018: Solo: A Star Wars Story
- 2020: Uncle Frank
- 2021: WandaVision (Fernsehserie, 9 Episoden)
- 2021: What If…? (Fernsehserie, 2 Episoden, Stimme)
- 2021: A Very British Scandal (Fernsehserie, 3 Episoden)
- 2024: Here

## Auszeichnungen und Nominierungen
| Jahr | Preis                                                                          | Film                                                           | Resultat    |
| ---- | ------------------------------------------------------------------------------ | -------------------------------------------------------------- | ----------- |
| 2000 | British Independent Film Award als bester Darsteller                           | Gangster No. 1                                                 | Nominierung |
| 2000 | London Film Critics’ Circle Award bester britischer Newcomer des Jahres        | Gangster No. 1                                                 | Nominierung |
| 2001 | London Film Critics’ Circle Award als bester Nebendarsteller                   | Ritter aus Leidenschaft                                        | Gewonnen    |
| 2001 | Chicago Film Critics Association Award bester Newcomer                         | Ritter aus Leidenschaft                                        | Nominierung |
| 2001 | London Film Critics’ Circle Award als bester Nebendarsteller                   | A Beautiful Mind – Genie und Wahnsinn                          | Nominierung |
| 2001 | SAG Award bestes Ensemble                                                      | A Beautiful Mind – Genie und Wahnsinn                          | Nominierung |
| 2003 | Evening Standard British Film Award als bester Darsteller                      | Master & Commander – Bis ans Ende der Welt und The Heart of Me | Gewonnen    |
| 2003 | London Film Critics’ Circle Award britischer Darsteller des Jahres             | Master & Commander – Bis ans Ende der Welt                     | Gewonnen    |
| 2003 | BAFTA Award als bester Nebendarsteller                                         | Master & Commander – Bis ans Ende der Welt                     | Nominierung |
| 2003 | BFCA Critics’ Choice Award als bester Nebendarsteller                          | Master & Commander – Bis ans Ende der Welt                     | Nominierung |
| 2004 | Empire Award bester britischer Darsteller                                      | Wimbledon – Spiel, Satz und … Liebe                            | Nominierung |
| 2004 | Jordan Award als bester Darsteller                                             | Wimbledon – Spiel, Satz und … Liebe                            | Gewonnen    |
| 2006 | Glamour Award als Mann des Jahres                                              |                                                                | Gewonnen    |
| 2008 | Black Reel Award for Best Ensemble                                             | Die Bienenhüterin                                              | Nominierung |
| 2016 | Saturn Award als bester Nebendarsteller                                        | Avengers: Age of Ultron                                        | Nominierung |
| 2021 | Primetime Emmy Award als Bester Hauptdarsteller in einer Miniserie             | WandaVision                                                    | Nominierung |
| 2022 | Golden Globe Award bester Hauptdarsteller in einer Mini-Serie oder Fernsehfilm | WandaVision                                                    | Nominierung |